# 原田重光
原田 重光（はらだ しげみつ）は、日本の漫画家、漫画原作者。作品に『ユリア100式』などがある。

## 作品リスト

### 漫画作品
- イッパツ危機娘（『週刊ヤングマガジン』1998年 - 2000年）
- けっこう仮面P（原作：永井豪、作画：湊青樹、講談社『週刊ヤングマガジン』2003年第39号 - 2004年第27号） - 脚本担当。
- ユリア100式（作画：萩尾ノブト、『ヤングアニマル』2006年No.4 - 2010年No.3） - 原作担当。
- オレたま 〜オレが地球を救うって!?〜（作画：瀬口たかひろ、『ヤングアニマル嵐』2006年No.12 - 2010年No.4） - 原作担当。
- 魔嬢っ子リーナの不思議大作戦（作画：松浦まどか、『別冊ヤングマガジン』連載） - 原作担当。
- 鈴木の視点（作画：宮島礼吏、『週刊少年マガジン』2009年4・5合併号 - 9号） - 原作担当。
- かそうぶっ!（作画：棚橋なもしろ、『週刊少年マガジン』2010年4・5合併号 - 6号、前・後編） - 原作担当。
- ゆりキャン 〜ゆりかのキャンパスライフ〜（作画：瀬口たかひろ、『ヤングアニマル』2011年6号 - 2013年2号） - 原作担当。
- たまたまオトメ 〜少年が少女になる時〜（作画：瀬口たかひろ、『ヤングアニマルあいらんど』2011年 - 2013年） - 原作担当。
- 桃の魔術師（作画：荒木宰、『月刊少年ライバル』2012年12月号 - 2014年5月号） - 原作担当。
- Re:まりな（作画：瀬口たかひろ、『ヤングアニマル』2013年8号 - 2015年8号） - 原作担当。
- モトヨメシリーズ（作画：松本救助、『ヤングアニマル嵐』2013年12月号-2017年9月号） - 原作担当。
- 実況!!泉くんの恋模様（作画：大箕すず、『ヤングアニマル嵐』2017年5月号 - 2018年7月号→『ヤングアニマル』2018年15号） - 原作担当。
- 魔女は三百路から（作画：松本救助、『ヤングアニマル嵐』2018年2月号 - 2018年7月号→『ヤングアニマル』2018年14号 - 2020年11・12合併号） - 原作担当。
- 女神のスプリンター（作画：かろちー、『月刊ヤングマガジン』2017年12月号 - 2021年12月号） - 原作担当。
- はたらく細胞BLACK（監修：清水茜、作画：初嘉屋一生、『モーニング』2018年27号 - 2021年8号） - 原作担当。
- はたらく細胞LADY（監修：清水茜、作画：乙川灯、『モーニング・ツー』2020年3号 - 2022年11号） - 原作担当。
- 新約カニコウセン（作画：真じろう、『ヤングアニマル』2021年12号[1] - 2022年23号[2]） - 原作担当。
- らぶ あんど ぴーす（作画：蘇募ロウ、『月刊少年マガジン』2022年9月号[3] - 2023年11月号[4]） - 原作担当。
- ひかる to ヒカル（作画：仙道八、『月刊ドラゴンエイジ』2023年4月号[5] - 2024年12月号[6]） - 原作担当。

### 書籍
- 『イッパツ危機娘』、講談社〈ヤンマガKC〉1998年 - 2000年、全6巻
- 『けっこう仮面P』、原作：永井豪、作画：湊青樹、講談社〈ヤンマガKCスペシャル〉2004年、全2巻
- 『ユリア100式』、作画：萩尾ノブト、白泉社〈ジェッツコミックス〉2006年 - 2010年、全12巻
- 『オレたま 〜オレが地球を救うって!?〜』、作画：瀬口たかひろ、白泉社〈ジェッツコミックス〉2007年 - 2010年、全6巻
- 『魔嬢っ子リーナの不思議大作戦』、作画：松浦まどか、講談社〈ヤンマガKCスペシャル〉2008年 - 2009年、全3巻
- 『ゆりキャン 〜ゆりかのキャンパスライフ〜』、作画：瀬口たかひろ、白泉社〈ジェッツコミックス〉2011年 - 2013年、全5巻
- 『たまたまオトメ 〜少年が少女になる時〜』、作画：瀬口たかひろ、白泉社〈ヤングアニマルコミックス〉2012年 - 2014年、全2巻
- 『桃の魔術師』、作画：荒木宰、講談社〈ライバルKC〉2013年 - 2014年、全3巻
- 『Re:まりな』、作画：瀬口たかひろ、白泉社〈ヤングアニマルコミックス〉2013年 - 2015年、全6巻
- 『モトヨメ』、作画：松本救助、白泉社〈ジェッツコミックス〉2014年 - 2017年、全4巻
- 『実況!!泉くんの恋模様』、作画：大箕すず、白泉社〈ヤングアニマルコミックス〉2018年、全2巻
- 『魔女は三百路から』、作画：松本救助、白泉社〈ヤングアニマルコミックス〉2018年 - 2020年、全7巻
- 『女神のスプリンター』、作画：かろちー、講談社〈ヤンマガKCスペシャル〉2018年 - 2022年、全7巻
- 『はたらく細胞BLACK』、監修：清水茜、作画：初嘉屋一生、講談社〈モーニングKC〉2018年 - 2021年、全8巻
- 『はたらく細胞LADY』、監修：清水茜、作画：乙川灯、講談社〈モーニングKC〉2020年 - 2022年、全5巻
- 『新約カニコウセン』、作画：真じろう、白泉社〈ヤングアニマルコミックス〉2021年 - 2022年、全5巻、第3巻以降は電子書籍のみ刊行[7][8][9]
- 『らぶ あんど ぴーす』、作画：蘇募ロウ、講談社〈KCデラックス〉2023年、全3巻
- 『ひかる to ヒカル』、作画：仙道八、KADOKAWA〈ドラゴンコミックスエイジ〉2023年 - 、既刊3巻（2025年4月9日現在）